# Jazmine Fenlator-Victorian
Jazmine Fenlator-Victorian (Pequannock Township, 29 agosto 1985) è una bobbista statunitense naturalizzata giamaicana.
Nata Fenlator, ha cambiato il suo cognome in Fenlator-Victorian per via del suo fidanzamento col bobbista statunitense Aaron Victorian.

## Biografia
Ha praticato l'atletica leggera a livello di college alla Rider University, nel New Jersey e nel 2007 il suo allenatore la spinse a cimentarsi  nel bob, disciplina nella quale iniziò a gareggiare come frenatrice per la squadra nazionale statunitense. Nell'inverno del 2008 passò al ruolo di pilota disputando la Coppa Nordamericana per diverse stagioni, competizione della vinse la classifica generale nel 2010/11.
Esordì in Coppa del Mondo nella stagione 2010/11, il 10 dicembre 2010 a Park City, piazzandosi al'undicesimo posto nel bob a due, e colse il suo primo podio il 9 novembre 2012 a Lake Placid, dove fu seconda nel bob a due in coppia con Lolo Jones. Detiene quale miglior piazzamento in classifica generale il terzo posto, ottenuto nella specialità a due al termine della stagione 2014/15. Nel circuito delle World Series di monobob femminile andò per la prima volta a podio il 1º febbraio 2021 a Lake Placid, terminando in seconda posizione nella decima tappa della stagione 2020/21, concludendo l'annata al trentaseiesimo posto in classifica generale.
Prese parte a due edizioni dei Giochi olimpici invernali: a Soči 2014 fu undicesima nel bob a due e nel 2015 la Fenlator-Victorian, il cui padre è di origini giamaicane, ottenne la cittadinanza dell'isola in vista dei giochi di Pyeongchang 2018, cui poi partecipò rappresentando la nazionale del paese caraibico e classificandosi al diciannovesimo posto nel bob a due.
Prese inoltre parte a tre  edizioni dei campionati mondiali; nel dettaglio i suoi risultati da pilota nelle prove iridate sono stati, nel bob a due: decima a Lake Placid 2012, ottava a Sankt Moritz 2013 e sesta a Winterberg 2015; nella gara a squadre: quarta a Lake Placid 2012 e ottava a Sankt Moritz 2013.

## Palmarès

### Coppa del Mondo
- Miglior piazzamento in classifica generale: 3ª nel 2014/15.
- 4 podi (tutti nel bob a due):
  - 3 secondi posti;
  - 1 terzo posto.

### World Series di monobob femminile
- Miglior piazzamento in classifica generale: 36ª nel 2020/21.
- 3 podi:
  - 1 secondo posto;
  - 2 terzi posti.

### Circuiti minori

#### Coppa Europa
- Miglior piazzamento in classifica generale: 9ª nel 2010/11.
- 1 podio (nel bob a due):
  - 1 secondo posto.

#### Coppa Nordamericana
- Vincitrice della classifica generale del bob a due nel 2010/11.
- 10 podi (tutti nel bob a due):
  - 2 vittorie;
  - 4 secondi posti;
  - 4 terzi posti.